# Мильштейн, Семён Петрович
Семён Петрович Мильштейн (19 января 1960, Бельцы, Молдавская ССР, СССР — 28 июля 2018, Франкфурт-на-Майне, Гессен) — российский трубач, руководитель эстрадного оркестра «Данс-ленд». Заслуженный артист Российской Федерации (1999). Самый известный трубач и дирижёр «Венского бала». Принимал участие в больших Кремлёвских концертах . За виртуозную игру на трубе, многие по праву называли его «Золотой Трубой России».

## Биография
Родился в Бельцах в семье врача Петра Вольфовича Мильштейна (1917—1988) и инженера Зинаиды Моисеевны Мильштейн (1929—?).
В 1972—1978 годах учился в музыкальной школе имени П. Столярского в Одессе, в 1978—1983 годах — в ГМПИ им. Гнесиных по классу трубы у профессора Т. А. Докшицера.
В 1983—1984 годах — солист оркестра штаба МВО Москвы, в 1984—1987 годах — солист оркестра ВВА им. Гагарина, в 1987—2005 годах — концертмейстер Отдельного показательного оркестра Министерства обороны Российской Федерации.
С 2005 по 2018 год — руководитель и дирижёр джаз-оркестра Данс-Ленд.
Преподавал в Детской музыкальной школе имени Гнесиных.
С 2010 по 2018 год — главный дирижёр и трубач Венского Бала.

## Семья
- Первая жена — Наталья Баннова. Дочь — Мария Баннова.
- Вторая жена (2018) — Маргарита Векленко (женился за 3 недели до смерти).
- Брат — Владимир Петрович Мильштейн, скрипач, дирижёр (Гвадалахара, Мексика).

## Дискография
- «Aria» — (2012)
- «Танцуйте и будьте счастливы» — танцевальный оркестровый (2013)
- «Свой среди чужих, чужой среди своих»- (2015)
- «Ромео и Джульетта» — (2013)
- «Вальс Бостон»- (2018)
- «Сольвейг» — (2017)

## Государственные награды
Заслуженный артист Российской Федерации (1999).
Медали «За отличие в воинской службе» I, II, III степени.

## Общественные награды
Орден «Служение искусству» I и II степени
Орден и лента «Во славу Отечества»